# Anna Christie (film 1930)
Anna Christie – amerykański dramat filmowy z 1930, zrealizowany w erze Pre-Code. Ekranizacja sztuki o tej samej nazwie Eugene’a O’Neilla.

## O filmie
Film jest adaptacją sztuki teatralnej Anna Christie, którą napisał Eugene O’Neill. Obraz wyreżyserował Clarence Brown, a rolę tytułową zagrała Greta Garbo, wcielając się w postać prostytutki rozdartej między oczekiwaniami ojca a własnymi potrzebami. Była to jej pierwsza rola w filmie dźwiękowym, dlatego produkcję reklamowano hasłem: "Garbo mówi!". Studio MGM dosyć długo opóźniało debiut aktorki w takim filmie, szkoląc w tym czasie jej angielski, co dodatkowo roztaczało wokół niej większą aurę tajemniczości, z jakiej słynęła. Poza tym jej pierwszy film mówiony był niepewnym przedsięwzięciem – kariery wielu gwiazd kina niemego podupadły wraz z nadejściem nowej epoki filmu dźwiękowego. Ku zaskoczeniu MGM Anna Christie okazała się wielkim sukcesem: był to najbardziej dochodowy film 1930 roku, przynosząc zysk w wysokości 1,5 miliona dolarów. Krytycy filmowi ocenili film bardzo pozytywnie, a niski i dość szorstki głos Grety Garbo wywołał sensację. Obraz otrzymał także 3 nominacje do Oscara, w tym dla Grety Garbo jako najlepszej aktorki pierwszoplanowej.
Oprócz angielskiej nakręcono także niemiecką wersję Anny Christie, z nową obsadą (jedynie Greta Garbo pojawia się w obu wersjach). Anna Christie w wersji niemieckiej swoją premierę miała w 1931 roku. Garbo podobała się bardziej wersja niemiecka.

## Obsada
- Greta Garbo jako Anna Christie
- Charles Bickford jako Matt Burke
- George F. Marion jako Chris Christofferson
- Marie Dressler jako Marthy Owens
- James T. Mack jako Johnny the Harp
- Lee Phelps jako Larry

## Oceny
| Źródło         | Ocena |
| -------------- | ----- |
| AllMovie       | [ 4 ] |
| Filmcritic.com | [ 5 ] |